# Sidi Slimane

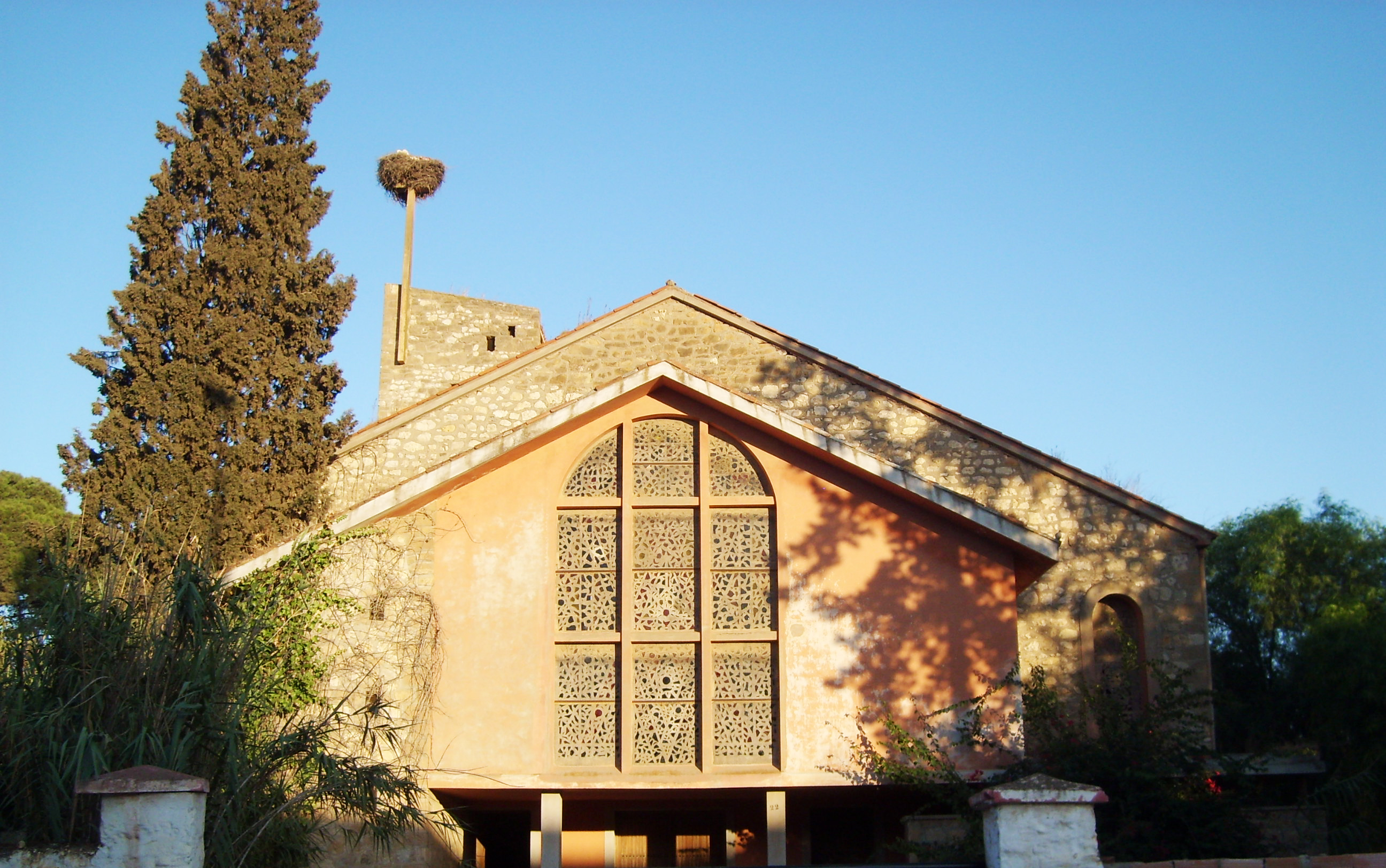
Katholieke kerk in Sidi Slimane

Sidi Slimane is een kleine stad in het noordwestelijke centrum van Marokko in de economische regio Rabat-Salé-Kénitra. Het is administratief gezien de hoofdplaats van de provincie Sidi Slimane en ligt tussen de grote steden Kenitra en Meknes.

## Geschiedenis
In 2009 had de stad te maken met grote wateroverlast door overvloedige regenval en het daardoor buiten de oevers treden van de rivier Beht.

## Economie
De stad had een bevolking van 92.989 in de Marokkaanse volkstelling van 2014, tegen 78.060 inwoners in 2004. De economie is vooral gericht op de landbouw. De bevolking bestaat voornamelijk uit plattelandsmigranten. De samenleving wordt nog steeds geplaagd door grote problemen als analfabetisme, werkloosheid en sloppenwijken. Sidi Slimane staat vooral bekend om zijn kwaliteitscitrusproducten. 

## Voorzieningen
De stad heeft een moskee, drie middelbare scholen, een openbare bibliotheek, een centrum genaamd "filaj" (dorp in het Frans) en een plaatselijk stadion. Er staat een in onbruikgeraakte Katholieke kerk die in 1914 werd gebouwd door Franse kolonisten.

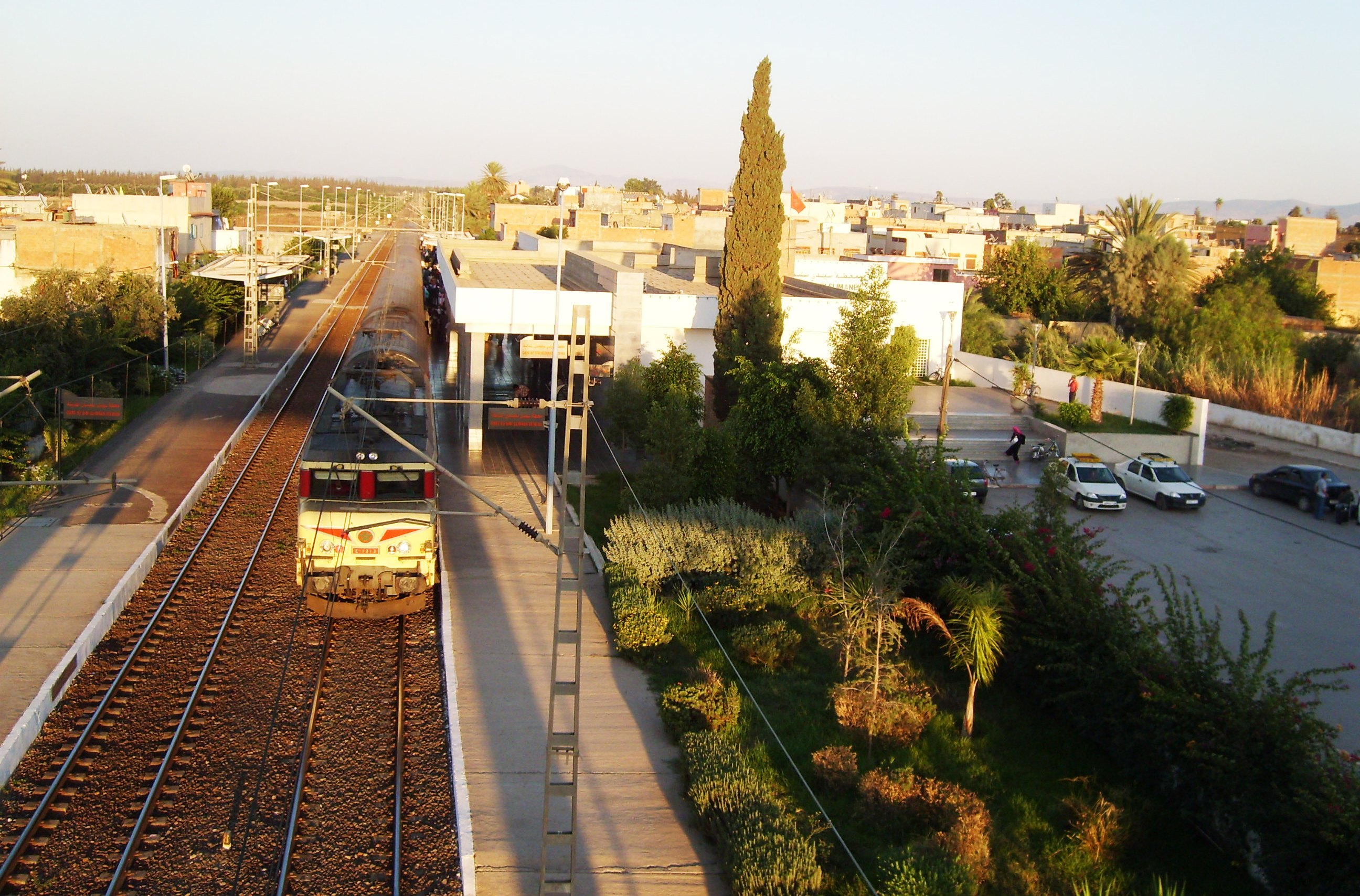
Treinstation

## Trein
De stad ligt aan de hoofdspoorlijn van Tanger naar Oujda.

## Luchtmachtbasis
Sidi Slimane is de thuisbasis van een Marokkaanse luchtmachtbasis, Sidi Slimane Air Base. Tussen 1951, het jaar van opening, en 1963 werd de basis gebruikt door de Amerikaanse luchtmacht.

## Geboren
- Nora Achahbar (21 juni 1982), Marokkaans-Nederlands juriste en politica